# Meiosis
La meiosis (del griego μείωσις [meíōsis], 'disminución') es una de las formas de la reproducción celular y se produce en las gónadas para la producción de gametos. Es un proceso de división celular en la que una célula diploide (2n) experimenta dos divisiones sucesivas, con la capacidad de generar cuatro células haploides (n). En los organismos con reproducción sexual tiene importancia, ya que es el mecanismo por el cual se producen los gametos: espermatozoides y ovocitos.
Este proceso se lleva a cabo en dos divisiones nucleares y citoplasmáticas, llamadas primera división y segunda división meióticas o simplemente meiosis I o (MI), y meiosis II o (MII). 
Ambas divisiones meióticas comprenden profase, metafase, anafase y telofase.

Visión general de la meiosis. En la interfase se duplica el material genético. En meiosis I los cromosomas homólogos se reparten en dos células hijas, se produce el fenómeno de entrecruzamiento. En meiosis II al igual que en una mitosis, cada cromátida migra hacia un polo. El resultado son cuatro células hijas haploides (n).

Durante la meiosis I (MI), los miembros de cada par homólogo de cromosomas se emparejan durante la profase, formando bivalentes. Durante esta fase se forma una estructura proteica denominada complejo sinaptonémico, permitiendo que se produzca la recombinación entre ambos cromosomas homólogos. Posteriormente, se produce una gran condensación cromosómica y los bivalentes se sitúan en la placa ecuatorial durante la primera metafase, dando lugar a la migración de n cromosomas a cada uno de los polos durante la primera anafase. Esta división reduccional es la responsable del mantenimiento del número cromosómico característico de cada especie.
En la meiosis II, las cromátidas hermanas que forman cada cromosoma se separan y se distribuyen entre los núcleos de las células hijas. Entre estas dos etapas sucesivas, no existe la etapa S (replicación del ADN). La maduración de las células hijas dará lugar a los gametos.

## Historia de la meiosis
La meiosis fue descubierta y descrita por primera vez en 1876 por el conocido biólogo alemán Oscar Hertwig (1849-1922) al estudiar los huevos del erizo de mar.
Fue descrita otra vez en 1883, en el nivel de cromosomas, por el zoólogo belga Edouard Van Beneden (1846-1910) en los huevos de los gusanos parásitos Ascaris. En 1887, él observó que en la primera división celular que llevaba a la formación de un huevo, los cromosomas no se dividían en dos, longitudinalmente como en la división celular asexual, sino que cada par de cromosomas se separaba para formar dos células, cada una de las cuales presentaba tan solo la mitad del número usual de cromosomas. Posteriormente, ambas células se dividían de nuevo según el proceso asexual ordinario; Van Beneden denominó a este proceso “meiosis”.
El significado de la meiosis para la reproducción y la herencia, sin embargo, no se describió hasta 1890, cuando el biólogo alemán August Weismann (1834-1914) observó que eran necesarias dos divisiones celulares para transformar una célula diploide en cuatro células haploides para mantener el número de cromosomas en la especie. En 1911 el genetista estadounidense Thomas Hunt Morgan (1899-1945), observó el sobrecruzamiento en la meiosis de la mosca de la fruta, proporcionando así la primera interpretación segura y verdadera sobre la meiosis.

## Meiosis y ciclo vital
La reproducción sexual se caracteriza por la fusión de dos células sexuales haploides para formar un cigoto con número de cromosomas diploide, por lo que se deduce que, en un ciclo vital sexual, debe ocurrir la meiosis antes de que se originen los gametos.
En los animales y en otros pocos organismos, la meiosis precede de manera inmediata a la formación de gametos. Las células somáticas de un organismo individual se multiplican por mitosis y son diploides; las únicas células haploides son los gametos. Estos se forman cuando algunas células de la línea germinal experimentan la meiosis. La formación de gametos recibe el nombre de gametogénesis. La gametogénesis masculina, denominada espermatogénesis, conduce a la formación de cuatro espermatozoides haploides por cada célula que entra en la meiosis.
En contraste, la gametogénesis femenina, llamada ovogénesis, genera un solo óvulo por cada célula que entra en la meiosis, mediante un proceso que asigna casi todo el citoplasma a uno solo de los dos núcleos en cada división meiótica. Al final de la primera división meiótica se retiene un núcleo; el otro, llamado primer cuerpo polar, se excluye de la célula y degenera. De modo similar, al final de la segunda división meiótica un núcleo sobrevive y el otro núcleo se convierte en el segundo cuerpo polar. De esta forma, un núcleo haploide pasa a ser el receptor de la mayor parte del citoplasma y también, de los nutrimentos acumulados de la célula meiótica original.
Sin embargo, aunque la meiosis se realiza en algún punto de los ciclos vitales sexuales, no siempre precede directamente a la formación de gametos. Muchos eucariontes sencillos (incluso algunos hongos y algas) permanecen haploides (sus células se dividen por mitosis) la mayor parte de su vida, y los individuos pueden ser unicelulares o pluricelulares. En ellos, dos gametos haploides (producidos por mitosis), se fusionan para formar un cigoto diploide, que experimenta la meiosis para volver al estado haploide.
Los ciclos vitales más complejos se encuentran en vegetales y en algunas algas. Estos ciclos vitales, que se caracterizan por alternancia de generaciones, consisten en una etapa diploide multicelular, denominada generación esporofita, y una etapa haploide multicelular, a la que se llama generación gametófita. Las células esporofitas diploides experimentan la meiosis para formar esporas haploides, cada una de las cuales se divide en forma mitótica para producir un gametofito haploide multicelular. Los gametofitos producen gametos por mitosis. Los gametos femeninos (óvulos), y los masculinos (espermatozoides), se fusionan entonces para formar un cigoto diploide, el cual se divide de manera mitótica para producir un esporófito diploide multicelular.

## Proceso celular
Los pasos preparatorios que conducen a la meiosis son idénticos en patrón y nombre a la interfase del ciclo mitótico de la célula. La interfase se divide en tres fases:
- Fase G1: caracterizada por el aumento de tamaño de la célula debido a la fabricación acelerada de orgánulos, proteínas y otras materias celulares.
- Fase S: se replica el material genético, es decir, el ADN se replica dando origen a dos cadenas nuevas, unidas por el centrómero. Los cromosomas, que hasta el momento tenían una sola cromátida, ahora tienen dos. Se replica el 98 % del ADN, el 2 % restante queda sin replicar.
- Fase G2: la célula continúa aumentando su biomasa.

## Meiosis I

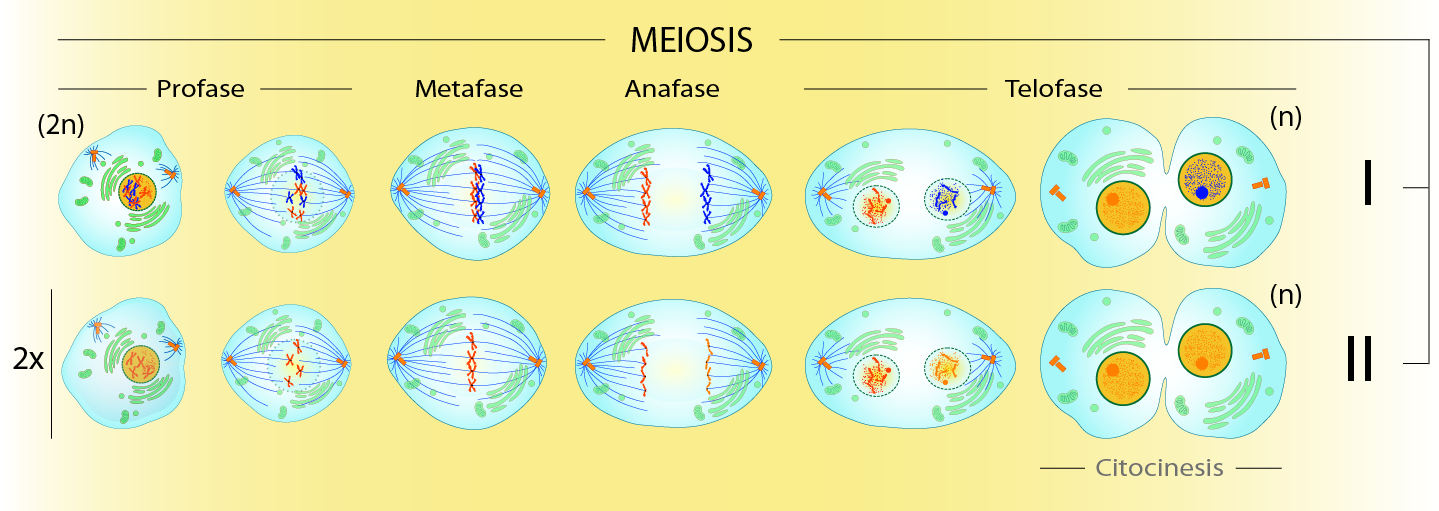
Meiosis. Se divide en dos etapas. Meiosis I o fase reductiva: su principal característica es que el material genético de las células hijas es la mitad (n) del de las células progenitoras (2n). Meiosis II o fase duplicativa: las células resultantes de esta etapa tienen diferente contenido genético que sus células progenitoras (n).

En meiosis 1, los cromosomas en una célula diploide se dividen nuevamente. Además, se da el proceso de recombinación homóloga: este es el paso de la meiosis que genera diversidad genética. 

### Profase I
La Profase I Meiótica es la primera fase de la meiosis. En ella se produce la condensación de todo el material genético (ADN) que normalmente existe en forma de cromatina condensada dentro de una estructura altamente ordenada llamada cromosoma, y el desarrollo bipolar del huso acromático. A su vez se divide en cinco partes que son:
Leptoteno
La primera etapa de Profase I es la etapa del leptoteno, durante la cual los cromosomas individuales comienzan a condensar en filamentos largos dentro del núcleo. Cada cromosoma tiene un elemento axial, un armazón proteico que lo recorre a lo largo, y por el cual se ancla a la envoltura nuclear. A lo largo de los cromosomas van apareciendo unos pequeños engrosamientos denominados cromómeros. La masa cromática es 4c y es diploide (2n). 
Zigoteno o cigonema
Los cromosomas homólogos comienzan a acercarse hasta quedar recombinados en toda su longitud. Esto se conoce como sinapsis (unión) y el complejo resultante se conoce como bivalente o tétrada (nombre que prefieren los citogenetistas), donde los cromosomas homólogos (paterno y materno) se aparean, asociándose así "cromátidas homólogas". Producto de la sinapsis, se forma el complejo sinaptonémico (estructura observable solo con el microscopio electrónico).
La disposición de los cromómeros a lo largo del cromosoma parece estar determinado genéticamente. Tanto es así que incluso se utiliza la disposición de estos cromómeros para poder distinguir cada cromosoma durante la profase I meiótica.
Además el eje proteico central pasa a formar los elementos laterales del complejo sinaptonémico, una estructura proteica con forma de escalera formada por dos elementos laterales y uno central que se van cerrando a modo de cremallera y que garantiza el perfecto apareamiento entre homólogos. En el apareamiento entre homólogos también está implicada la secuencia de genes de cada cromosoma, lo cual evita el apareamiento entre cromosomas no homólogos.
Durante el zigoteno concluye la replicación del ADN (2 % restante) que recibe el nombre de zig-ADN.
Paquiteno
Una vez que los cromosomas homólogos están perfectamente apareados formando estructuras que se denominan bivalentes se produce el fenómeno de entrecruzamiento cromosómico (crossing-over), en el cual las cromátidas homólogas no hermanas intercambian material genético. La recombinación genética resultante hace aumentar en gran medida la variación genética entre la descendencia de progenitores que se reproducen por vía sexual.
La recombinación genética está mediada por la aparición entre los dos homólogos de una estructura proteica de 90 nm de diámetro llamada nódulo de recombinación. En él se encuentran las enzimas que medían en el proceso de recombinación. 
Durante esta fase se produce una pequeña síntesis de ADN, que probablemente está relacionada con fenómenos de reparación de ADN ligados al proceso de recombinación.
Diploteno
Los cromosomas continúan condensándose hasta que se pueden comenzar a observar las dos cromátidas de cada cromosoma. Además en este momento se pueden observar los lugares del cromosoma donde se ha producido la recombinación. Estas estructuras en forma de X reciben el nombre quiasmas. Cada quiasma se origina en un sitio de entrecruzamiento, lugar en el que anteriormente se rompieron dos cromátidas homólogas que intercambiaron material genético y se reunieron.
En este punto la meiosis puede sufrir una pausa, como ocurre en el caso de la formación de los óvulos humanos. Así la línea germinal de los óvulos humanos sufre esta pausa hacia el séptimo mes del desarrollo embrionario y su proceso de meiosis no continuará hasta alcanzar la madurez sexual. A este estado de latencia se le denomina dictioteno.
Diacinesis
Esta etapa apenas se distingue del diplonema. Podemos observar los cromosomas algo más condensados y los quiasmas. El final de la diacinesis y por tanto de la profase I meiótica viene marcado por la rotura de la envoltura nuclear. Durante toda la profase I continuó la síntesis de ARN en el núcleo. Al final de la diacinesis cesa la síntesis de ARN y desaparece el nucléolo.
Anotaciones de la Profase I
La envoltura nuclear desaparece. Un cinetocoro se forma por cada cromosoma, no uno por cada cromátida, y los cromosomas adosados a las fibras del huso comienzan a moverse; algunas veces las tétradas son visibles al microscopio. Las cromátidas hermanas continúan estrechamente alineadas en toda su longitud, pero los cromosomas homólogos ya no lo están y sus centrómeros y cinetocoros se encuentran separados.

### Metafase I
El huso acromático aparece totalmente desarrollado, los cromosomas se sitúan en el plano ecuatorial y unen sus centrómeros a los filamentos del huso. En esta etapa las fibras del huso ya están formadas y los cromosomas se disponen en la zona central de la célula, o placa ecuatorial.

### Anafase I
Los cromosomas se separan uniformemente. Los microtúbulos del huso se acortan en la región del cinetocoro, con lo que se consigue remolcar los cromosomas homólogos a lados opuestos de la célula, junto con la ayuda de proteínas motoras. Ya que cada cromosoma homólogo tiene solo un cinetocoro, se forma un juego haploide (n) en cada lado. En la repartición de cromosomas homólogos, para cada par, el cromosoma materno se dirige a un polo y el paterno al contrario. Por tanto el número de cromosomas maternos y paternos que haya a cada polo varía al azar en cada meiosis. Por ejemplo, para el caso de una especie puede ocurrir que un polo tenga dos cromosomas maternos y el otro los dos paternos; o bien que cada polo tenga uno materno y otro paterno. Durante la anafase I de la meiosis se produce la separación de los cromosomas homólogos con el material genético ya recombinado en Paquitene que estaban unidos por el quiasma, yendo cada uno a un extremo de la célula, arrastradas por las fibras cinetocóricas del huso, que se acortan. El material genético resultante será 1n 2c.
Los microtúbulos polares, en cambio, se alargan.

### Telofase I
Cada célula hija ahora tiene la mitad del número de cromosomas, pero cada cromosoma consiste en un par de cromátidas. Los microtúbulos que componen la red del huso mitótico desaparecen, y una envoltura nuclear nueva rodea cada sistema haploide. Los cromosomas se desenrollan nuevamente dentro de la carioteca (envoltura nuclear). Sucede la citocinesis (proceso paralelo en el que se separa la membrana celular en las células animales o la formación de esta en las células vegetales) finalizando con la creación de dos células hijas. Después suele ocurrir la intercinesis, parecido a una segunda interfase, pero no es una interfase verdadera, ya que no ocurre ninguna réplica del ADN. No es un proceso universal, ya que si no ocurre, las células pasan directamente a la meiosis II.

## Meiosis II
La meiosis II es similar a la mitosis. Las cromátidas de cada cromosoma ya no son idénticas en razón de la recombinación. La meiosis II separa las cromátidas produciendo dos células hijas, cada una con n cromosomas (haploide), y cada cromosoma tiene solamente una cromátida.

### Profase II
Los cromosomas continúan acortándose y engrosándose. Se forma el huso entre los centriolos, que se han desplazado a los polos de la célula mientras se cortan las líneas sanguíneas del sistema inmune.

### Metafase II
Las fibras del huso se unen a los centrómeros de los cromosomas. Estos últimos se alinean a lo largo del plano ecuatorial de la célula. La primera y segunda metafase pueden distinguirse con facilidad: en la metafase I las cromátidas se disponen en haces de cuatro (tétrada) y en la metafase II lo hacen en grupos de dos (como en la metafase mitótica).

### Anafase II
Las cromátidas se separan de sus centrómeros, y un grupo de cromosomas se desplaza hacia cada polo. Durante la Anafase II las cromátidas, unidas a fibras del huso en sus cinetocoros, se separan y se desplazan a polos opuestos, como lo hacen en la anafase mitótica. Como en la mitosis, cada cromátida se denomina ahora cromosoma.
Las divisiones meióticas de los ovocitos de los mamíferos son muy asimétricas y producen un gameto haploide grande y 2 cuerpos polares pequeños. Esto tiene su base en la capacidad del ovocito para romper la simetría y colocar su huso cerca de la corteza de la célula, antes de que ocurra la anafase II.

### Telofase II

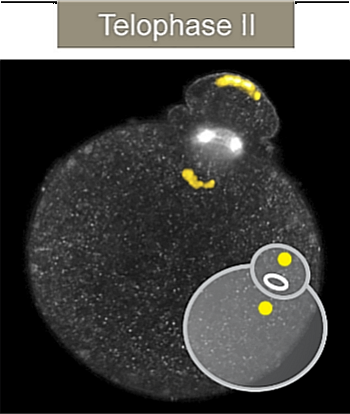
Segundo corpúsculo polar con cromosomas en amarillo (arriba derecha). Microfotografía de microscopio confocal. El esquema se muestra sobrepuesto abajo a la derecha.

En la telofase II hay un miembro de cada par homólogo en cada polo. Cada uno es un cromosoma no duplicado. Se reensamblan las envolturas nucleares, desaparece el huso acromático, los cromosomas se alargan en forma gradual para formar hilos de cromatina, y ocurre la citocinesis.

## Variabilidad genética
El proceso de meiosis presenta una vital importancia en el ciclo de vida o los ciclos vitales, ya que hay una reducción del número de cromosomas a la mitad, es decir, de una célula diploide (ej: 46 cromosomas en el ser humano) se forman células haploides (23 cromosomas). Esta reducción a la mitad permite que en la fecundación se mantenga el número de cromosomas de la especie.
También hay una recombinación de información genética, que es heredada del padre y la madre; el apareamiento de los homólogos y consecuente crossing-over permite el intercambio de información genética. Por lo tanto el nuevo individuo puede heredar tanto un cromosoma íntegro de uno de sus parentales, como información genética única y nueva, dependiendo de qué gameto intervino en la fecundación y el contenido genético que dicho gameto poseía (la cromátida que tuvo entrecruzamiento o la cromátida que se mantuvo intacta). Otra característica importante en la significación de la meiosis para la reproducción sexual, es la segregación al azar de cromosomas maternos y paternos. La separación de los cromosomas paternos y maternos recombinados, durante la anafase I y II, se realiza completamente al azar, hecho que contribuye al aumento de la diversidad genética. En la anafase I, por cada par de homólogos existen dos posibilidades: un cromosoma puede ir a un polo mitótico o al otro. 
El número de combinaciones posibles por tanto se calcula 2n donde n es el número de pares de cromosomas homólogos (variaciones con repetición de n elementos en grupos de 2). En el ser humano, que tiene 23 pares de cromosomas homólogos, tiene la posibilidad de recombinación con 223 = 8 388 608 combinaciones, sin tener en cuenta las múltiples combinaciones posibilitadas por la recombinación en el crossing-over.

## Anomalías cromosómicas
En la meiosis debe tener lugar una correcta separación de las cromátidas hacia los polos durante la anafase, lo que se conoce como disyunción meiótica; cuando esto no ocurre, o hay un retraso en la primera o segunda división meióticas, se presentan problemas en la configuración de los cromosomas, alterándose el número correcto de estos, es decir, dejan de ser múltiplos del número haploide original de la especie, lo que se conoce como aneuploidía. Entre los problemas en el material genético encontramos:
- Nulisomía en la que falta un par de cromosomas homólogos (2n-2 cromosomas)
- Monosomía (2n-1 cromosomas)
- Trisomía (2n+1 cromosomas)

En los animales sólo son viables monosomías y trisomías. Los individuos nulisómicos no suelen manifestarse, puesto que es una condición letal en diploides.
Anomalías en humanos:

### Monosomía
- Monosomía autosómica: produce la muerte en el útero.
- Síndrome de Turner: solamente un cromosoma "X" presente. Los afectados son hembras estériles, de estatura baja y un repliegue membranoso entre el cuello y los hombros. Poseen el pecho con forma de escudo y pezones muy separados, así como ovarios rudimentarios y manchas marrones en las piernas.

### Trisomía
- Síndrome de Down: Trisomía del cromosoma 21: es la aneuploidía más viable, con un 0,15 % de individuos en la población. Incluye retraso mental (C. I. de 20-50), cara ancha y achatada, estatura baja, ojos con pliegue epicántico y lengua grande y arrugada.
- Síndrome de Patau: Trisomía del cromosoma 13. Se trata de la trisomía menos frecuente. Se suele asociar con un problema meiótico materno, más que paterno y, al igual que en el síndrome de Down, el riesgo aumenta con la edad de la madre. Los afectados mueren poco tiempo después de nacer, la mayoría antes de los tres meses, como mucho llegan al año. Se cree que entre el 80 y 90% de los fetos con el síndrome no llegan a término.
- Síndrome de Edwards: Trisomía del cromosoma 18. Es una enfermedad infrecuente, que clínicamente se caracteriza por bajo peso al nacer, talla baja, retraso mental y del desarrollo psicomotor (coordinación de la actividad muscular y mental), e hipertonía (tono anormalmente elevado del músculo). Está acompañada de diversas anomalías viscerales.
- Síndrome de Klinefelter: Un cromosoma X adicional en varones (XXY). Produce individuos altos, con físico ligeramente feminizado, coeficiente intelectual algo reducido, disposición femenina del vello del pubis, atrofia testicular y desarrollo mamario.
- Síndrome del supermacho: Un cromosoma Y adicional en varones (XYY). No presenta diferencias frente a los varones normales y de hecho se duda sobre el uso del término “síndrome” para esta condición.
- Síndrome de la superhembra: Un cromosoma X adicional en mujeres (XXX). No supone un riesgo aumentado de problemas de salud. Las mujeres con esta condición son altas, de bajo peso, con irregularidad en el periodo menstrual y rara vez presentan debilidad mental.